# راسيل أ. أندرسون
راسيل أ. أندرسون (بالإنجليزية: Russell A. Anderson)‏ هو محامي وقاضي أمريكي، ولد في 28 مايو 1942 في بيميدجي في الولايات المتحدة.

## وصلات خارجية
- راسيل أ. أندرسون على موقع إن إن دي بي (الإنجليزية)